# Мозер, Михаэль
Михаэль Мозер (нем. Michael Moser; рож. 26 января 1969, Линц, Австрия) — профессор языкознания Института славистики Венского университета, а также Украинского Свободного Университета в Мюнхене и Католического университета им. Петра Пазманя в Будапеште. Исследователь украинского языка, некоторое время исследовал историю русского языка. Имеет труды в области восточнославянского языкознания, исторической грамматики украинского языка.

## Биография
Учился в Венском университете, который окончил в 1991 году и стал научным сотрудником кафедры славистики этого университета.
В 1994 году завершил докторскую диссертацию, а в 1998 году её габилитацию. С 1998 года — профессор Венского университета.
В 2009 году стал профессором Украинского свободного университета в Мюнхене, в 2011—2013 годах занимал должность декана философского факультета этого университета.
С 2011 года действительный член Научного общества имени Шевченко (НОШ) в Львове.
С 2013 года работает в должности профессора Католического университета имени Петера Пазманя в Будапеште и Пилишчабе.
В 2013 году избран Президентом Международной ассоциации украинистов.
Михаэль Мозер — член издательских советов ряда научных журналов, в том числе Studia Slavica Academiae Scientiarum Hungaricae (Будапешт, Венгрия), Slavia Orientalis (Варшава, Польша), «Диалектологические студии» (Львов, Украина), «Украина модерна» (Киев, Украина), Nationalisms Across the Globe (Сент Эндрюс, Шотландия, Варшава, Польша). Кроме того, является издателем серии Slavische Sprachgeschichte и входит в редколлегию «Энциклопедии Украины» (Encyclopaedia of Ukraine).

## Творчество

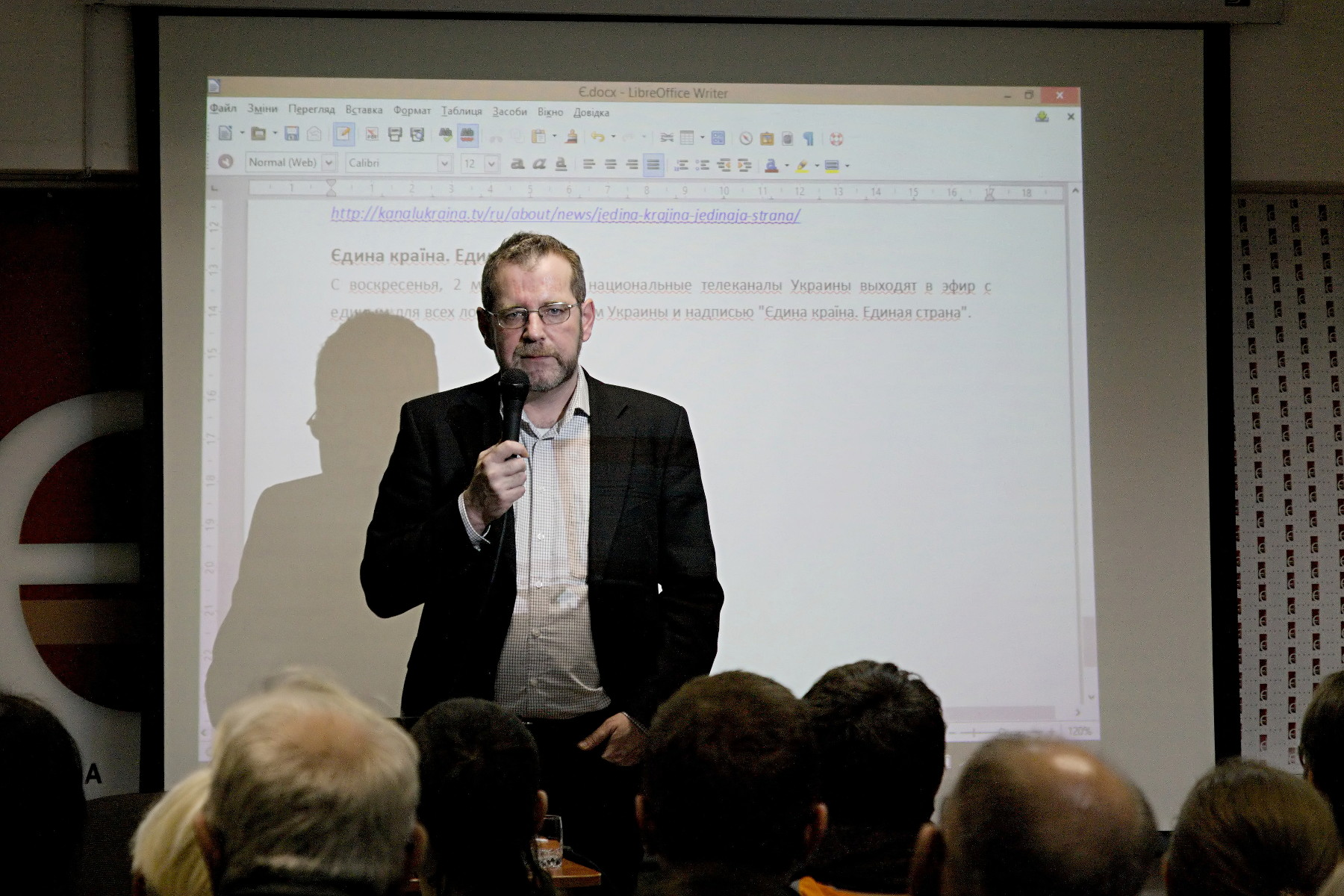
Михаэль Мозер на лекции в книжном магазине «Е» 19 февраля 2016

Михаэль Мозер — автор нескольких монографий и около 250 научных статей и рецензий по проблемам славянского языкознания.
Избранные труды:
- Михаэль Мозер. К истории украинского языка. Харьков: Харьковское историко-филологическое общество, 2008. XVI, 832 с. (2-е изд.: Харьков: Прапор, 2009; 3-е изд.: Винница Новая Книга, 2011).
- Мозер 2001: M. Moser, Zwei «ruthenische» (ukrainische) Erstlesefibeln aus dem österreichischen Galizien und ihre sprachliche Konzeption, Wiener Slavistisches Jahrbuch 47, 2001, 93-122.
- Мозер 2001А: М. Мозер, Что такое «про́стая язык» ?, Studia Slavica Hungarica 47, 2002 / 3-4, 221—260.
- Мозер 2002: M. Moser, Prüfsteine des Austroslavismus: Das «Allgemeine Reichs-Gesetz- und Regierungsblatt für das Kaiserthum Oesterreich» und die «Juridisch-politische Terminologie für die Slawen Oesterrreichs», Crossroads of Cultures: Central Europe, ed.: I.Pospíšil, Brno 2002, 75-129.
- Мозер 2002б: M. Moser, Russisch oder Ruthenisch: Zur Sprache der ukrainischen Russophilen in der Habsburgermonarchie, Wiener Slavistisches Jahrbuch 48, 2002, 99-115 (Beitrag für den Internationalen Slawistenkongress in Ljubljana / Laibach 2003).
- Мозер 2004: M. Moser, Die Geschichte der ukrainischen Schriftsprache in Galizien im mitteleuropäischen Kontext, in: Comparative Cultural Studies on Central Europe, red.: I. Pospíšil, Brno 2004 [в печати].
- Мозер 2004A: M. Moser, «Jazyčije»; — ein untauglicher Pseudoterminus der sprachwissenschaftlichen Ukrainistik, Studia Slavica Hung. 2004/1 (M.Мозер, «язычия» ; — псевдотермин в украинском языкознании, Сборник Харьковского историко-филологического общества 2004 (или 2003) [в печати].
- Мозер 2004Б: M. Moser, Das Ukrainische im Gebrauch der griechisch-katholischen Kirche in Galizien (1772—1859), in: Das Ukrainische als Kirchensprache, hrsg. v. M. Moser, Wien
- Michael Moser Russisch, Ukrainisch und Suržyk des 18. Jahrhunderts in der Privatkorrespondenz ukrainischer Frauen
- Michael Moser. Der prädikative Instrumental, Wien, 1994; Die polnische, ukrainische und weißrussische Interferenzschicht im russischen Satzbau des 16 und 17 Jahrhunderts, 1998; Marcus Antonius Dominis Schrift anlässlich seiner Flucht nach Italien und ihre ukrainische Übersetzung aus dem 17 Jahrhundert, 1999.
- Михаэль Мозер. Краткая история украинского языка среднего периода // Австро-украинський обзор. ; — 2000. ; — № ; 9 ; — с 77-78.
- Михаэль Мозер. Украинский Пьемонт? Несколько о значении Галичины для формирования, развития и сохранения украинского языка // Университетские диалоги. № ; 14. Львов, 2011. 160 с.

## Награды и отличия
Михаэль Мозер — лауреат нескольких престижных научных премий, в частности австрийской премии СТАРТ (2005 г.).